# Hemilepidia versluysi
Hemilepidia versluysi är en ringmaskart som först beskrevs av Horst 1915.  Hemilepidia versluysi ingår i släktet Hemilepidia och familjen Polynoidae. Inga underarter finns listade i Catalogue of Life.